# Валенсийский жестовый язык
Валенсийский жестовый язык (валенсийский: Llengua de signes valenciana; Valencian Sign Language, LSV — жестовый язык, который распространён среди глухих, которые проживают в валенсийском обществе глухих в Испании. Он тесно связан с каталанским жестовым языком; в разных источниках они описываются как похожие языки или как диалекты одного языка.
Валенсия была первым автономным обществом, поддержавшим использование жестового языка в Уставе Автономии, но не определявшим, какой язык должен использоваться. Использование валенсийского жестового языка в Валенсии имеет, однако, очень ограничено и встречается в основном в административных коммуникациях и при случайном использовании в СМИ.